# Synthol
Il Synthol (in inglese indicato come "Site enhancement oil") è un farmaco di solito contenente olio, alcol benzilico e lidocaina. La sua composizione comprende prevalentemente l'85% di olio, tipicamente derivato da catene MTC di lunghezza media per massimizzare gli effetti desiderati. La lidocaina costituisce il 7,5% per le proprietà antidolorifiche, mentre un ulteriore 7,5% è rappresentato dall'alcool, impiegato per sterilizzare la miscela. Questa sostanza è utilizzata dai culturisti come impianto temporaneo, iniettato direttamente nei muscoli.
Il Synthol viene utilizzato in piccoli gruppi muscolari per aumentarne il volume (ad esempio tricipiti, bicipiti, deltoidi, muscoli del polpaccio). Tuttavia, l'uso di tale preparato farmacologico può presentare seri rischi per la salute umana, Infatti l'avvertenza "External Use Only" è chiaramente presente in  etichetta. Dunque l'ausilio del prodotto al fine di volumizzare i  muscoli,attraverso iniezione direttamente in loco è off-label ed espone perciò a danni irreversibili funzionali ed estetici a carico dei tessuti trattati, oltre che dell'intero organismo, con il rischio di insufficienza cardiorespiratoria, embolie, necrosi tissutale, ascessi, setticemia e morte.
Il Synthol, che fu preparato per la prima volta dal tedesco Chris Clark, è una sostanza oleosa composta al 95% da acidi grassi a media catena. Il Synthol non contiene steroidi.